# Коммітті
Ко́ммітті (англ. Committee) — затока в Північному Льодовитоку океані, омиває береги Канади.
Затока знаходиться між півостровами Сімпсон на заході та Мелвілл на сході.
З північно-східного краю затока перекрита островом Вейлс.
| Канада | Це незавершена стаття з географії Канади. Ви можете допомогти проєкту, виправивши або дописавши її. |